# Update.CRM
update.CRM – wielojęzyczny system CRM stworzony przez firmę update software AG do zarządzania procesami sprzedaży, marketingu i obsługi serwisowej. Oprogramowanie jest dostępne zarówno w wersji SaaS, jak i poprzez instalację licencji oprogramowania na własnych serwerach firmy (on-premise). System przeznaczony jest dla przedsiębiorstw z sektora: finansowego, przemysłowego i produkcji maszyn, budowlanego i zaopatrzenia budownictwa, farmaceutycznego i technologii medycznych, dóbr konsumpcyjnych, mediów i innych.

## Historia wersji
- marketing manager – 1988 r.
- marketing manager 2 (możliwość pracy w środowisku Windows) – 1993 r.
- marketing manager 3 – 1997 r.
- marketing manager 4 (wersja dostępna przez Internet) – 1998 r.
- marketing manager 5 (wprowadzenie modułów uzupełniających update.analytical, update.pda, updateXML i update.phone) – 2001 r.
- marketing manager 6 (oparty na architekturze .NET) – 2003 r.
- update.seven (nowa generacja[4][5] oprogramowania CRM wzbogacona o komponenty Business intelligence, hurtownię danych i instrumenty OLAP (ang. Online Analytical Processing) – 2006 r.
- update.CRM – czerwiec 2013 r.

## Technologia
- języki programowania: HTML5, CSS3 i jQuery,
- zgodność z przeglądarkami internetowymi: Internet Explorer, Mozilla Firefox i Google Chrome,
- oprogramowanie jest dostępne w hostingu w centrum danych IBM lub jest instalowane na serwerach klienta.

Rozwiązanie może być rozwijane za pomocą dodatkowych produktów i narzędzi klasy CRM, takich jak:
- Webowy CRM,
- Mobilny CRM (aplikacja CRM.pad[6] na urządzenia iPad oraz aplikacja na telefony komórkowe i smartfony),
- CRM społecznościowy,
- Integracja (z istniejącym środowiskiem systemowym),
- Analityczny CRM,
- CRM administracja.

## Nagrody i wyróżnienia
Systemy CRM firmy update były wielokrotnie nagradzane. Najważniejsze z wyróżnień to:
- pierwsze miejsce w CRM Excellence Test[4] (update.seven),
- nagroda Red dot award 2013[8] (aplikacja mobilna CRM.pad w kategorii communication design),
- certyfikat jakości CRM przyznawany przez Schwetz Consulting (3-krotnie; ostatnio w 2013 r.),
- tytuł Innowacyjny produkt roku (Innovator of the Year Award) przyznawany przez CRM World,
- laureat zestawienia Top 15 CRM Award opracowywanego przez Laboratorium ISM Software (11-krotnie),
- laureat CRM Best Practice Awards.